# 하이 스쿨 플릿
《하이 스쿨 플릿》(일본어: ハイスクール・フリート 하이 스쿠루 후릿토[*])은 일본의 TV 애니메이션 작품이다. 2016년 4월부터 6월까지 TOKYO MX, BS11 외에서 방영되었다. 약칭은 하이후리(はいふり).
2차 대전기 군함을 학생들이 운영하며 생기는 일상과 전투를 담고있다

## 스태프
- 원작 - AIS
- 원안 - 스즈키 타카아키
- 감독 - 노부타 유우
- 시리즈 구성·각본 - 요시다 레이코
- 캐릭터 원안 - 앗토
- 캐릭터 디자인・총작화 감독 - 나카무라 나오토
- 세계관 디자인 - 이시즈 야스시
- 프롭 디자인 - 미야모토 타카시
- 미술 감독 - 사토 마사히로(제1~11화), 와타나베 케이토(제4, 6화), 마츠모토 카츠키(제4, 8, 10~12화, OVA)
- 미술 설정 - 사토 마사히로, 후지세 토모야스(제4화~)
- 색채 설정 - 이케다 히토미
- 촬영 감독 - 하야시 코지로
- 3DCG 디렉터 - 미야카제 신이치
- 편집 - 요시타케 마사토
- 음향 감독 - 모리시타 히로토
- 음악 - 코모리 시게오
- 음악 제작 - 애니플렉스
- 프로듀서 - 카시와다 신이치로, 아카사카 타이키, 쿠보타 준이치, 오오와다 토모유키, 오오츠카 노리카즈, 무라카미 히로아키, 오우기 지유, 진구지 마나부(OVA)
- 애니메이션 프로듀서 - 카토 신이치로, 누마타 히로시
- 애니메이션 제작 - 프로덕션 아임즈
- 제작 - 해상안전정비국(애니플렉스, KADOKAWA, 아스믹 에이스, BS11, 콘텐츠 시드, 쿠로메아)

## 주제가
오프닝 테마 「High Free Spirits」
작사・작곡・편곡 - / 노래 - TrySail
엔딩 테마 「Ripple Effect」
작사・작곡・편곡 - ZAQ / 노래 - 하루나 루나

## 만화
〈월간 코믹 얼라이브〉(KADOKAWA/미디어팩토리)의 2015년 12월호(10월 27일 발매)에서 아베 카나리가 그린 만화판이 연재 개시되었다. 내용은 TV 애니메이션 본편의 전일담이다.

## 웹 라디오
《아케노와 마시로의 하이후리 라디오 (임시)》(明乃とましろのはいふりラジオ(仮))의 타이틀로 2016년 4월 9일부터 니코니코 생방송에서 매주 토요일에 방송된다. 4월 11일부터는 HiBiKi Radio Station에서 아카이브가 매주 월요일에 갱신된다. 퍼스널리티는 나츠카와 시이나(미사키 아케노 역)와 Lynn(무네타니 마시로 역)이 맡는다.